# Hermann Henking
Hermann Paul August Otto Henking, född den 16 juni 1858 i Jerxheim vid Braunschweig, död den 28 april 1942 i Berlin, var en tysk zoolog och utvecklingsbiolog.
Henking studerade vid universiteten i Freiburg och Leipzig. Han blev filosofie doktor 1882, avlade överlärarexamen 1884 och blev därefter assistent vid det zoologiska institutet i Göttingen. Från 1888 arbetade Henking vid de zoologiska stationerna i Neapel, Rovigno i Istrien och Helgoland. Från 1892 var han generalsekreterare för Deutsche Seefischerei Verein. År 1918 blev han Geheimer Regierungsrat. Henking gjorde studieresor till Norge, Italien, Storbritannien, Förenta staterna, Ryssland och Nederländerna. Från 1901 var han medlem av den tyska Wissenschaftliche Kommission für Internationale Meeresforschung. Som sådan deltog han i det internationella rådets årliga möten i Köpenhamn och utförde ett betydande arbete inom den internationella marinbiologin, särskilt när det gällde undersökningar av frågor rörande rödspätta och lax. Bland hans skrifter kan nämnas Austernkultur und Austernfischerei in Nord Amerika, Bericht über die statistischen Arbeiten und sonstigen Untersuchungen des deutschen Seefischerei-Vereins nach internationalen Vereinbarungen, Schollen und Schollenfischerei in der südostlichen Nordsee och Die Lachsfrage im Ostseegebiet.